# Distrito de Yanahuara

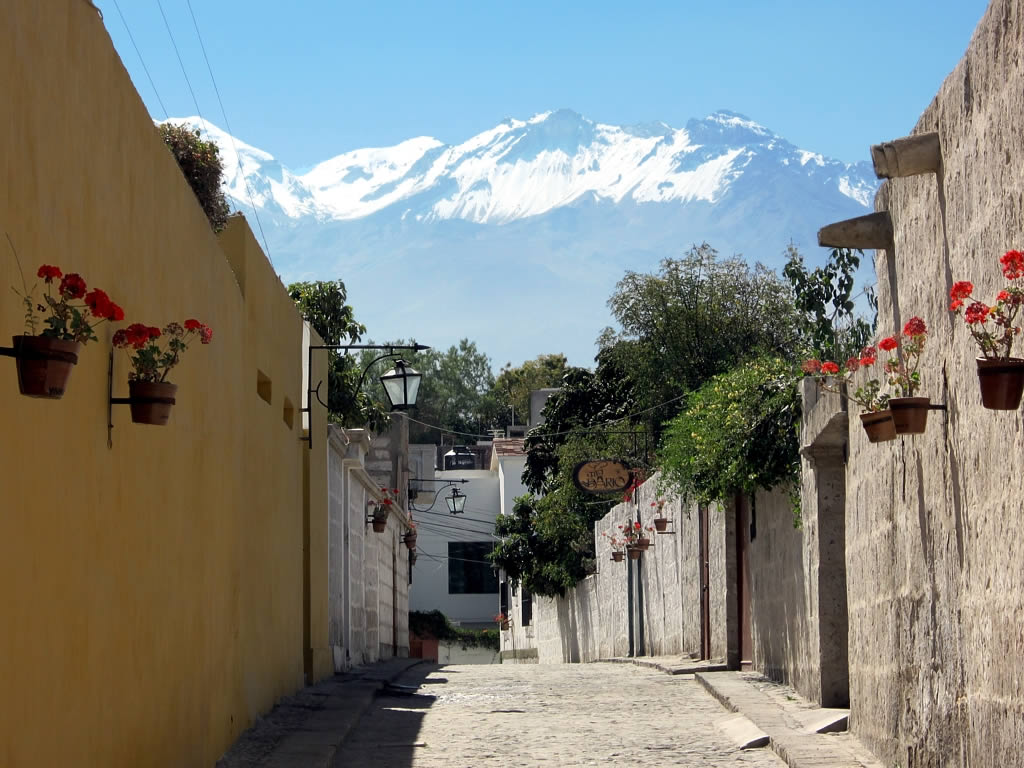
Calles de Yanahuara de estilo andaluz, se puede apreciar uno de los volcanes al fondo.

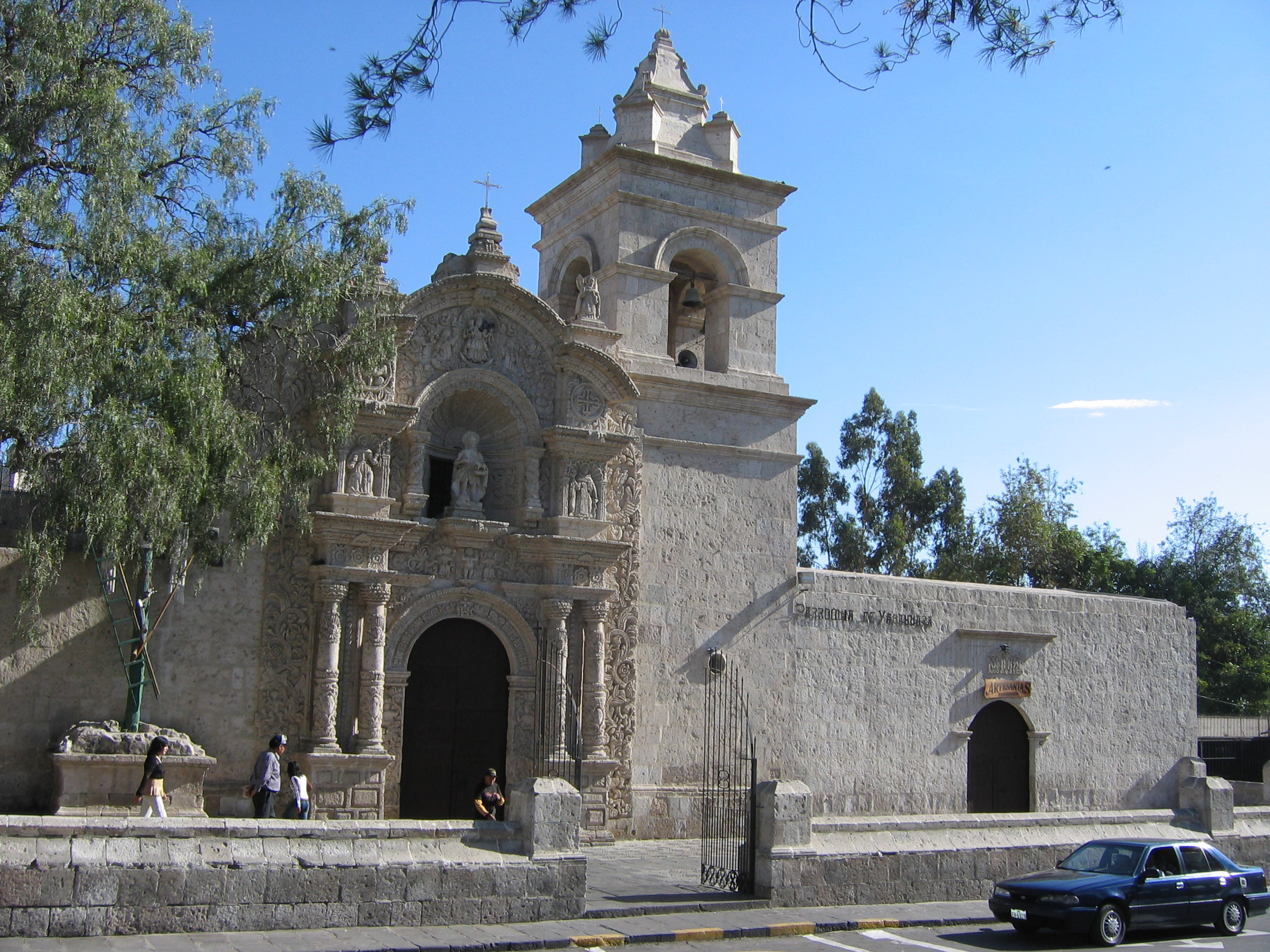
Iglesia San Juan Bautista en el distrito de Yanahuara.

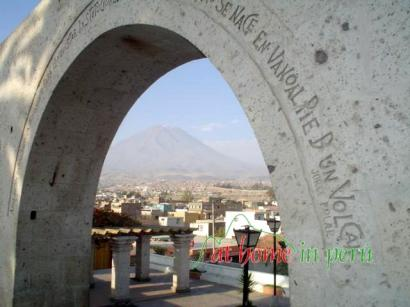
Vista del Mirador de Yanahuara.

El distrito de Yanahuara es uno de los 29  distritos que conforman la provincia de Arequipa en el departamento de Arequipa, perteneciente bajo la administración del Gobierno regional de Arequipa, en el sur del Perú.
Desde el punto de vista jerárquico de la Iglesia católica forma parte de la Arquidiócesis de Arequipa.
Fue declarado como "Villa Hermosa de Yanahuara" el 8 de noviembre de 1870. Junto con Tiabaya, es uno de los distritos más antiguos legalmente creados en Arequipa.

## Geografía
Aproximadamente a dos kilómetros del centro histórico de la ciudad de Arequipa, en el área metropolitana de la ciudad, se encuentra el distrito de Yanahuara, un barrio tradicional de la ciudad de Arequipa que en su área histórica se encuentran angostas calles adoquinadas (revestidas en piedra cortada) y antiguas casonas de sillar con sus típicas huertas.
El distrito de Yanahuara se asienta entre la sierra y la puna seca de América del Sur y forma parte de la Reserva Nacional de Salinas y Aguada Blanca, la reserva fue concebida inicialmente como una zona de protección de las vicuñas y fuente principal de reserva de agua de la ciudad de Arequipa y sus áreas adyacentes. La flora presente es de tipo arbustivo (totorales), y gramíneas – arbustivas así como algunas plantas arrosetadas y cespitosas. La vegetación arbórea lo constituyen relictos de queñua (polypis rugulosa, sin: besseri). 
En el ámbito metropolitano el distrito de Yanahuara se encuentra en la margen derecha del río Chili, frente a la capital de la Provincia de Arequipa;  destacan entre sus barrios más tradicionales el mismo pueblo de Yanahuara, primera reducción de la ciudad, Cerrito San Vicente, el barrio Callapa (ahora calle Tacna), la Antiquilla, Umacollo, Chullo y el pueblo tradicional de Pampa de Camarones dentro del área urbana, en sus anexos tenemos la Comunidad de Pampa Cañahuas y Sumbay.
Ocupa una superficie de 466,16 Has en el área metropolitana, con una población hasta el año 2000 de 19016 habitantes y con una densidad poblacional de 43 hab. /Has; limita por el norte con el distrito de Cayma, por el este con los distritos de Selva Alegre y el Cercado de Arequipa, por el sur con el distrito de Sachaca y por el Oeste con los distritos de Cayma y Cerro Colorado. Lo cruza la Torrentera de Chullo y una red de acequias precolombinas destacando entre ellas: la acequia Antiquilla y Chullo, antaño poseyó una de las más elaboradas terrazas de cultivo de origen incaico ahora dentro de un lamentable proceso de desaparición por la especulación del suelo urbano.

## Población
Yanahuara posee una población de 20.021 habitantes, con una densidad de 9100.5 hab/km², distribuidas en alrededor de 5 áreas, llámense, Yanahuara tradicional (Yanahuara vieja), el área antigua del distrito caracterizado por su pintoresco aspecto español; Juan XXIII y Umacollo, áreas de época republicana con alta densidad poblacional; Piedra Santa el área más moderna del distrito, con lujosos condominios y apartamentos. MIraflores Arequipa

## Historia

### De recolectores a cazadores
Antes de que los Incas existieran y conquistaran el suroeste andino, antes de que esta franja de continente fuera llamada por el Incario, Kuntisuyo (región Kunti), mucho antes de todo ello, vivieron diseminadas allí varias naciones que alcanzaron un alto grado de progreso. Así lo revelan los vestigios que dejaron y su presencia constante en la documentación temprana de los conquistadores europeos que, para su beneficio, supieron conservar.
“Es así como se saben que existieron las naciones Chumbivilcas y Yanaguaras, en las márgenes oriental del río Santo Tomás, respectivamente. Ambas, quechua-hablantes y hasta ahora se les vincula popularmente con un solo nombre: Chuchos. Sin embargo sus características psíquicas son diversas: aunque valientes ambas, la Chumbivilca es brava y enconada, la Yanahuara más apacible. Hubo en el sur crecido yanaconaje de ambos grupos étnicos a la llegada del los hispanos”
“Pasando no más el puente viejo, ya estaba el Intendente de visita en “la Doctrina de San Juan Bautista de la Chimba y el pueblo de Yanahuara,  distante de la ciudad menos de un cuarto de legua camino todo llano y de ordenada población”, según se lee en el Informe de don Antonio Álvarez y Jiménez. Jamás nadie había explicado antes, mejor que él, la diferencia entre la Chimba y Yanahuara. Aquella es toda una zona: la “otra banda”.  Este, es el pueblo en sí, nombre de la etnia.
“Los Chumbivilcas estuvieron distribuidos en la provincia del mismo nombre y los Yanaguaras en la de Cotamba”.
Los ayllus Yanaguaras establecidos en la Chimba arequipeña, igualmente, poseían abundantes hatos de llamas y alpacas (carneros de tierra, les designaron los españoles en sus documentos oficiales), hasta fines del siglo XVI y se supone que aún después. Lo curioso es que dicho ganado no estaba en poder exclusivo de los mandones, o de los “yndios ricos” como en el Collao, sino de tributarios sencillos, comunes y corrientes-aunque todos-como puede verse en un fragmento de la visita que en mayo de 1591 hizo Diego Santillán y Anaya a los Yanaguaras de la Chimba mistiana. Documento que se conserva en el Archivo Departamental. En los ayllus “Yaurimollo Hurís Solimana” y “Quinguarara”, hubo entonces 492 y 117 “carneros de la tierra”.respectivamente. Total: 609 camélidos en solamente dos de los veinte ayllus yanaguarenses del sector y que son los únicos con resúmenes generales que aparecen en el fragmento de esa visita (ADA; Co., ad.,10-V-1591:s/f)”.
La Chimba no es precisamente el mejor lugar de pastoreo, lo que permite deducir que su ganado lo tenían en las lomas de la costa, o en los pastizales de Pampa Cañahuas, o en los de Llapa, que eran zonas sometidas a su posesión e influencia. 

### La chimba y sus mitimaes
Los Mascas, del aillu Callapa, constituyeron un enclave incaico de mitmaqs en el sector de la Chimba. En la documentación figuran señaladamente como Callapas, aunque no falta manuscrito en que se esclarece que se trata de un aillu Callapa de la nación Masca (ADA; Pr.49:fs.19v)
Esta contaba además con otros ayllus conocidos como: Collana, Hilota, Cupi, Chapoca, Anoca, Alcoca y Achuma; pero,  tales denominaciones se fueron perdiendo desde 1587, en que figuran documentadas ante el escribano Antonio de Herrera, en cartas de pago por abastecer a la alhóndiga mistiana, con parte de su producción triguera, alimento cuyo cultivo trataban de impulsar cada vez más los españoles” (ada; pr.49:fs. 20-20v)
Más que todos ellos, subsistió con posteridad únicamente el nombre de aillu Callapa, perdiéndose todo vestigio de los demás ayllus, así como el nombre mismo de la nación de la cual dependían: la Masca en el siglo XVII y siguientes fue registrado únicamente el nombre de Collapa. 

### La colonia
Correspondió en el reparto hecho por el gobernador Francisco Pizarro al conquistador Miguel Cornejo; primero y a su hijo Luis, secundariamente. Además de los Callapas dio en encomienda adicional un grupo de Collaguas establecido desde época precolombina de la Chimba. Por eso en las visitas coloniales Callapas y Collaguas figuraban juntos, lo que impide establecer el número de cada nación de esta encomienda, para definir porcentajes de influencia. En todo caso, los grupos mitmaqs eran pequeños con relación a las naciones llactarunas o expandidas a las que debían controlar.
No sería raro que además tuviera el grupo Callapa igual misión de observación sobre los Kuntis de Cabana, dependientes del curacazgo de Cabanaconde.
Otro grupo Mitmaq de la banda occidental del Chili es el correspondiente a los Chilques. No se ha llegado a comprobar que ellos tuvieran muchos nativos en dicho sector, pero sí que hubo miembros de tres ayllus siempre progresistas: Anan  Collana, Chaupi  Cayao; es decir, lo excelente, lo medio y lo peor, respectivamente, conforme a los esquemas del estructural andino.
En la Chimba se encontraban extendidos desde las proximidades de Tampisenca, Tograhuasi y Chapota, como en Magnopata, Chullo, Tahuaycani, Umaccollo, Sachaca, hasta Tiabaya, Patasagua y Tunales.
Siempre aparecen los Chilques cercanos y vinculados a Yanaguaras y Chumbivilcas, a quienes debían controlar, pues, las dos últimas naciones habían llegado hasta el valle por expansión migratoria o trashumancia y en consecuencia, para el poderío Inca, debían tener la vigilancia de los mitimaes y estos eran los Chilques. El incario fue sumamente previsor, en tal sentido y junto a cualquier nación conquistada colocaba siempre a un agrupamiento Mitmaq bien organizado, en el cual tuviera confianza.
Los conquistadores, no conociendo la distinción entre naciones originarias y naciones expandidas fuera de su hábitat (o enclaves étnicos), y los llamados por ellos “mitimaes”, los otorgaron indistintamente a un mismo encomendero, o a varios.
Francisco Pizarro dio a los Chilques, junto con los Yanaguaras y Chumbivilcas, a Luis de León, primero. Luego, el presidente de la Gasca dio las tres mismas etnias a Baltasar Díaz; y, finalmente, las recibió el licenciado Gómez Hernández,  de la Audiencia de Lima, ratificando esta adjudicación el virrey Andrés Hurtado de Mendoza. El destino de los Chilques fue, durante el virreinato, seguir siempre a la zaga de los Yanaguaras y de los Chumbivilcas.
Como se observa de lo expuesto en este capítulo, existió toda una interesante y variada gama étnica que los primeros españoles llegados a la cuenca del Chili pudieron conocer; aunque no comprender. Como decía el viejo refrán “perulero”: “se murieron de viejos y jamás pudieron entender al indio”, ni hicieron esfuerzos por ello.
Y hasta nuestros días se sigue llamando la “otra banda”, equivalente castellano del término Chimpa o Chimba con que tradicionalmente se le conoce en antiguas escrituras como consta en el protocolo del Escribano Público, don Diego de Aguilar(6 de junio de 1570), del acuerdo del Ayuntamiento de Arequipa, para poner remedio a los estragos del terremoto de 1582, especificando la Chimba comprendía los ayllus de Yanaguaras, con 627 tributarios; los Chilques con 32; los Chumbivilcas, con  165; los encomendados a Luis Cornejo, con 348; a Alonso Picado, con 116; y a Francisco Hernández Retamoso, con 115, y los mitimaes del Rey, 
La Chimba comprendía Acequia Alta, Yanahuara, Antiquilla, Umacollo, Sachaca, Tiabaya, Catari (Patasagua) y Uchumayo. Su jurisdicción eclesiástica y tributaria alcanzaba hasta los Yanaguaras de Llapa y Cañahua.
Otro raro fenómeno se había producido, aparte de la despoblación general del reino: el avance considerable del mestizaje en Arequipa y por ende en la Chimba, donde habitaban muchos españoles que eclesiásticamente dependían de la Catedral y su Sagrario. Y los mestizos no pagaban tributo. Pese a ello no deja de sorprender la disminución considerable de indios.
Hasta nuestros días, sigue siendo “la otra banda”, la Chimba, pese al intento español, de quienes allí se establecieron, para que tal denominación se reemplazara con la “Nueva Segovia, que figura en los numerosos documentos de los Protocolos coloniales de fines del siglo XVI y comienzos del XVII, este nombre para la Chimba fue una propuesta de los sobrinos de Gómez Hernández.
Todos los cronistas arequipeños hablan de la Chimba y persistió el nombre durante la República. Actualmente se habla poco de ella, y mucho de Yanahuara, titulada Villa recién por ley del Congreso de 7 de noviembre de 1870, mientras Tiabaya -antiguo anexo tributario de la Chimba- mediante el mismo dispositivo legal fue elevado a Ciudad.
La villa de San Juan Bautista de Yanahuara era por los años de 1788, un progresista pueblo gobernado eclesiásticamente por un presbítero con 22 años en el cargo de Cura Rector, don Pedro de Otazú. No Sabía quechua, pero si el teniente de Párroco Lic. Juan de Mata Valencia. Ambos se complementaban admirablemente, la visita de Álvarez y Jiménez a la Chimba, brinda un homenaje al Párroco, ya que a pesar de tener pocos recursos había conseguido reconstruir la Iglesia que según sus propias descripciones era de la siguiente manera “ Y reconociendo el estado material de la Iglesia que es de Cal y Piedra de muy bella y reglada construcción, toda fue reparada a expensas del propio Párroco”  Sin embargo, pese a disposiciones concretas, aquel detentaba administrativamente la mayordomía de fábrica del templo, aunque sus coetáneos estaban acordes en las prendas intelectuales y morales del párroco, y ejemplar conducta del Vicepárroco. Las fiestas del lugar eran las del Corpus Cristo, San Juan Bautista y Rosario. Costeaban los tres caciques de los ayllus principales la celebración patronal, sin gravamen para los feligreses.
Esto según la afirmación del Intendente, que en la “Memoria”, enumera a las autoridades del lugar: Don Juan Galdos, Alcalde de españoles, Don Lucas Zea, de naturales; y alcalde Yanahuara y Chumbivilcas: Don José Condorpusa; Cacique Interino, Marcos Cevallos Condorpusa, a la muerte del titular Esteban Condorpusa-aquel que se opuso a sus hermanos de raza en 1780-acto que le valió el título real de teniente coronel de Milicias y la burla de los mismos españoles a quienes apoyó, los que por envidia se mofaron de su grado en la cuarteta:
```
“Tnte. Coronel, señor. 
 Es el título que usa 
 El Esteban Condorpusa 
 Por lambete y por traidor”
```

Cabe destacar también que Gómez Hernández firmó contrato con Gaspar Báez para la construcción en la Chimba del Monasterio de Santo Domingo. En la visita a este pueblo Álvarez y Jiménez reparó en una aberración administrativa. Por pertenecer antaño los repartimientos de Llapa y Cañahuas a la jurisdicción tributaria de la Chimba, a fines del siglo XVIII, seguían igualmente adscritos a sus jurisdicción eclesiásticas, pese a que Cañahua estaba a 14 y media leguas de distancia y Llapa a 26, siendo recomendable que esta dependiera directamente de Callalli (en el Partido de Collaguas) por encontrarse en la proximidad de solo 4 leguas de ella. Para la fiestas anuales de Santiago de Llapa y de San Juan Bautista de Cañahua, el párroco Otazú, enviaba al licenciado don Agustín Chalcotupa Figueroa, pero, así y todo la atención religiosa quedaba descuidada durante todas las demás semanas del año, por lo que había solicitado a los Prelados que pongan fin a situación tan irregular ya que Llapa y Cañahuas fueron antiquísimos enclaves en la nación Yanahuara en su ruta a la costa.
Los yanaguarenses se distinguían por sus actividades en la agricultura “a que las mujeres concurran con igual valor que los hombres, sin perjuicios de aquellas horas o días que destinaban los primeros al comercio de ganado vacuno y ovejuno para el abasto de la ciudad, y las segundas para el ejercicio de regatonería” el hilado y tejido. Los forasteros y originarios sin tierras se dedicaban a la artesanía.
Los pobladores construyeron sus viviendas con orden y concierto, pero dejando estrechas callejuelas “traídas a cordel. Molestó, sin embargo, el Gobernador Intendente que junto a productivos huertos cultivados de hermosas flores y frutas sabrosas, se establecieran chiqueros y corralones que contaminaban el ambiente que no olía precisamente a rosas y claveles-y fueron focos de propagación díptera. Para entonces estaba fabricándose varios edificios públicos, como las Casas del Cabildo, cómodas y amplias que constaban de “varias piezas de tejado con portalería a la Plaza, fuera de la que interiormente, tenía ya delineada con pilares de cal y piedra. A continuación-prosigue relatando la “memoria -sigue la cárcel que consta de los piezas para hombres y mujeres, con la debida separación y sus respectivos desahogos y asimismo la Plaza destinada al maestro de la Escuela para los Hijos naturales....De las dos plazas que una en pos de otra tiene este pueblo, la primera y más inmediata a la Iglesia podía terraplenarse hasta dejar igual su piso y que las dos entradas a ella, viniendo de la ciudad, se allanasen por estar muy elevadas y descompensadas”.
El puente de las acequias grandes estaban en óptimas condiciones, excepto el de la calle Cortaderas, en la acequia conocida como de los Araníbares, donde se registraron varios accidentes. Todo esto lo observaba el gobernador Intendente, dictando medidas adecuadas que ejecutaron luego los alcaldes de españoles, de naturales, y el cacique interino ya citados.
Bastante debía fumarse en el lugar, ya que establecieron dos Estanquillos de Tabaco, uno en Yanahuara y el otro el Ayllo de Callapa, calle del mismo nombre, hoy Tacna.
El clima y temperamento que es de suyo benigno y saludable facilita las producciones de Maíz, Trigo, Papas y Alfalfa, la de muchas fragantes y vistosas flores que ordinariamente surten y sirven a hermosear los templos y funciones profanas en que se necesitan. La situación que cualquier parte de él se registra toda igualmente que las campiñas que la rodean dilatándose la vista hasta los pueblos de Paucarpata y Characato distante este último más de dos leguas de dicha Ciudad.

### La Chimba: su evolución urbana
Las reducciones surgen como una política de control tanto económico (paga del tributo) como religioso (reunir a los indios para evangelizar mejor). También se define la idea de que los indígenas vivieran agrupados en núcleos urbanos (polis), es decir en (policía) y no dispersos en sus chacras y sementeras.
Esta idea fue planteada ya orgánicamente por el oidor Matienzo en 1567 y llevada a la práctica por el virrey Toledo durante sus visitas a diversas zonas del Perú, Aunque existen reducciones anteriores fruto de esta política de “reducir”, “concentrar” la población  indígena, fue recién en el último tercio del siglo XVI cuando alcanzó validez y aplicación universal en todo el Virreinato del Perú.
Sus efectos fueron en algunas zonas altamente traumáticos porque obligaron a las comunidades a abandonar las tierras de secular pertenencia, porque mezclaron etnias recortando poderes a los curacas y en definitiva alteraron las relaciones de producción, reciprocidad e intercambio que existía en el mundo andino.
La reestructuración territorial abarcó en profundidad muy diversos factores, entre ellos la necesidad de redistribuir a los indígenas sobrevivientes de guerra y epidemias para asegurar el regular flujo a la mita minera y a los servicios personales “yanaconazgos”  y “pongajes” de la encomiendas.
No siempre los pueblos reducidos tuvieron permanencia y hemos constatado en el caso de Collaguas cómo buen aparte de las fundaciones toledanas no pasaran de una etapa formativa.
En otros casos –como parece haber sucedido en la Chimba- la reducción tendió a consolidar un núcleo preexistente dándole nueva forma urbana de acuerdo a los patrones de la modélica española.
Pero también en esto creemos que la experiencia de Yanahuara demostró la fuerza de la preexistencia frente a la modélica teórica. Si analizamos un plano tardío del XVIII mandado a levantar por el intendente Álvarez y Ximenez; comprobaremos que Yanahuara tiene todavía una traza de poblado lineal con dos calles principales y paralelas que se articulan al camino real que conduce al puente que vincula la Chimba con Arequipa. La consolidación de este camino- es cierto- puede atribuirse a la localización en el siglo XVIII de elementos urbanos como la alameda y el convento de los Recoletos, pero de todos modos lo que sí es evidente es que Yanahuara no alcanzó con la traza reduccional una aproximación al modelo hispano.
Así, la plaza pudo formarse sin inconvenientes porque avanzó sobre un área de cultivos, quedando descentrada del caserío que recién a fines del XVIII parece consolidarse como una escenografía en su entorno. Una plaza que evidentemente no da origen al pueblo sino que es posterior a él y que está rodeada de manzanas irregulares, de un caserío disperso y de amplios exteriores de chacras y huertos.
Aparecen así algunos rasgos de la acción reduccional como manzanas de cultivos divididos en cuatro parcelas e inclusive una curiosa mini manzana que cierra la plaza frente a la iglesia con un callejón al medio.
Las manzanas tienen forma irregular y ortogonal es una entelequia en la mayor parte del pueblo, salvo en la zona más próxima al camino que conduce a Arequipa.
La traza, pues, reconoce ciertas intencionalidades de la política reduccional aunque metida en ella la forma del asentamiento indígena antiguo. Loteos variados y una menor fragmentación de propiedad consintió el cultivo, así como un tejido más abierto, dan la fisonomía peculiar de Yanahuara respecto de San Lázaro y Arequipa.

### Yanahuara en elsigloXX
“El aprovechamiento del agua para los molinos y la apertura de la nuevas acequias, así como la reutilización y sangrías realizadas a las construidas por los indígenas, conformaron una tarea esencial en la organización del territorio inmediato a la traza de la ciudad. Yanahuara, abastecida por la acequia de Chullo, conformaría el sistema del norte, luego vendría la peligrosa torrentera de San Lázaro que obligaría a continuas reparaciones y muros de contención en su desembocadura en el Chili”.
En el aspecto urbano Yanahuara adquiere importancia a inicios del siglo XX, cuando se comienza la construcción de “palacetes de estilo ecléctico o historicista, de la llamada corriente: “internacional y primer racionalismo” , como la casa Riquetts, ubicada en la calle Quesada.
En la expansión urbana de Arequipa en la década de los 20-30 del siglo XX, Yanahuara, tiene los mayores cambios, con el criterio de ciudad jardín, individuales con amplios terrenos que permitan parqueos y la construcción de “chalets” le configurarían una nueva imagen.
”En este sentido se destruye el sentido de unidad del núcleo urbano, la continuidad de la línea municipal y se privilegia la incorporación del entorno paisajístico y la recreación de una tipología rural la “casa quinta”.
Este barrio cuenta con una de las iglesias más destacadas del arte regional mestizo, construida en 1750. La plaza tiene un mirador con una pintoresca vista de Arequipa y sus tres volcanes, el Misti siendo el más famoso, el Chachani y el Pichu Picchu.

## Transporte
Las rutas de transporte masivo de pasajeros que circularán en el distrito de Yanahuara son las siguientes:
| FASE OPERATIVA | FASE OPERATIVA          | FASE OPERATIVA | FASE OPERATIVA                              | FASE OPERATIVA                                     |
| Cuenca         | Concesionario           | Ruta *         | Ruta *                                      | Ruta *                                             |
| Cuenca         | Concesionario           | Código         | Desde                                       | Hasta                                              |
| -------------- | ----------------------- | -------------- | ------------------------------------------- | -------------------------------------------------- |
| C - 1          | Integra Arequipa S.A.C. | BT1            | Terminal Pesquero Río Seco (Cerro Colorado) | Urbanización Lara (Socabaya)                       |
| C - 1          | Integra Arequipa S.A.C. | BT2            | Urbanización Lara (Socabaya)                | Terminal Pesquero Río Seco (Cerro Colorado)        |
| C - 3          | TransCayma S.A.C.       | A5             | 1 de junio - Zona "B" (Cayma)               | Terminal Terrestre (J.L.B.Y.R. / Hunter / Cercado) |
| C - 3          | TransCayma S.A.C.       | A26            | 1 de junio - Zona "B" (Cayma)               | Puente Bolognesi (Cercado)                         |
| C - 3          | TransCayma S.A.C.       | A34            | Mujeres con Esperanza (Cayma)               | Plataforma Andrés Avelino Cáceres (J.L.B.Y.R.)     |
| C - 3          | TransCayma S.A.C.       | A36            | Los Pioneros (Cayma)                        | Quesada (Yanahuara)                                |
| C - 10         | Megabus AQP S.A.C.      | T19            | Parque Acuático de Tingo (Cercado)          | Plaza Las Américas (Cerro Colorado)                |
| C - 10         | Megabus AQP S.A.C.      | T20            | Villa El Triunfo (Sachaca)                  | Las Begonias (J.L.B.Y.R.)                          |
| C - 11         | Cotum Express S.A.C.    | A1             | Alto Libertad (Cerro Colorado)              | Álvarez Thomas (Cercado)                           |
| C - 11         | Cotum Express S.A.C.    | A3             | Villa Hermosa (Cerro Colorado)              | Puente Grau (Cercado)                              |
| C - 11         | Cotum Express S.A.C.    | A4             | Pampa de Camarones (Sachaca)                | SENCICO (Yanahuara)                                |

* Las rutas operan en ambos sentidos.
IMPORTANTE:
- La Municipalidad Provincial de Arequipa (MPA), a través del SITransporte podrá crear rutas o extender recorridos de las rutas ya establecidas para la cobertura total del distrito.
- La tarifa del pasaje se pagará solo una vez, tendrá una duración de 59 minutos y se podrá realizar tres viajes como máximo.

## Autoridades

### Municipales
- 2023-2026[7]
  - Alcalde: Sergio Javier Bolliger Marroquin
  - Regidores:

  1. Marianela Talavera López
  2. José Alonso Calienes Antezana
  3. Pamela Díaz Sarolli
  4. Mauricio Renato Ponce Mercado
  5. Mónica Milagros Arispe Muelle
  6. Braian Patricio Torrico Benique
  7. Luis Paul Huerta Lozada

### Religiosas
- Párroco[8]
  - Parroquia "San Juan Bautista": 
Pbro. Victor Ruiz
  - Parroquia "Madre de Misericordia": 
José Ariel Zúñiga Oblitas, O. F. M.
  - Parroquia "Nuestra Señora de Montserrat - La Recoleta": <bt>R. P. David Tello Labajos, O. F. M.
  - Parroquia "Señor de la Caña": 
Cango. Marco Sandoval.

## Festividades
- Virgen del Rosario.
- San Juan Bautista.
- Señor de los Milagros.

## Sitios turísticos aledaños de interés

### Mirador de Yanahuara
Es un conjunto de portales ubicado a un costado de la iglesia principal frente a la plaza, tiene una impresionante vista de la ciudad y de los volcanes Misti, Chachani y Pichu Pichu.

### Complejo arqueológico de Sumbay
En 1958 como resultando de una misión científica encabezada por Dr. Máximo Neira, y auspiciada por la Universidad Nacional de San Agustín, se dio a conocer el complejo arqueológico de Sumbay, sorprendiendo por la cantidad, calidad y antigüedad de las pinturas rupestres, ubicadas en uno de los nueve abrigos, que fueron parte del hábitat de los cazadores y recolectores de las zonas altas de Arequipa (Neira, 1968).
El relieve en Sumbay se eleva hasta la cumbre del Nevado Calca, sobre los 5100 m.s.n.m., y desciende hasta los 4127msnm, en el abrigo de Sumbay. Configurada por varios drenajes menores, en cuyo curso la erosión ha labrado la roca, por el río Sumbay, lo que ha conformado en su recorrido pequeñas quebradas en cuyo interior se localizan varios abrigos naturales, que fueron ocupados por los cazadores prehispánicos.
La geografía conforma un refugio natural, que suaviza y modera el clima, en un lugar donde las condiciones geográficas determinan muy bajas temperaturas. Los extensos pastizales y bofedales que se encuentran al sur de Sumbay, en Pampa Cañahuas y al norte del mismo en la Pampa de Jatun Choco, corresponden el área de actividad principal de los cazadores prehistóricos, debemos señalar, que Pampa Cañahuas es el hábitat natural de la vicuña, y que los bofedales de Jatun Choco sostienen en la actualidad, una cantidad muy importante de camélidos domésticos (llamas y alpacas), además de otro tipos de fauna, en especial algunas especies de aves.
De las nueve cuevas ubicadas por la expedición científica, cinco presentan interesantes expresiones de arte rupestre, pero la gruta bautizada como Su-3 dado el gran contenido de figuras, cerca de 500 es la más importante (Neira, 1968; 1990)
La gruta Su-3 se ubica a 1500 m de la antigua estación del ferrocarril, en la parte derecha de un apequeña quebrada por la cual discurren las aguas frías de un pequeño riachuelo. Al dar informe sobre el descubrimiento Neira menciona: “En la rocosas paredes laterales, del fondo y parte de la bóveda, las habilísimas manos del cazador de Sumbay, logró representar mediante los colores a la fauna de aquella época. Como consecuencia de una profunda observación y de un fenómeno de abstracción pudo aplicar un motivo tridimensional a una pared rocosa de dos dimensiones, reproduciendo a los animales con un sentido naturalista y algunas escenas de caza, fiel reflejo de su mundo real y su perenne lucha”(Neira, 1990)
Las representaciones nos muestran la fauna existente en esa época, vicuñas y guanacos, suris o ñandúes, aves corredoras actualmente extintas en esta zona,  también felinos como el puma que ha sido representado persiguiendo a su presa, en este caso un camélido. 
También se encuentran diseños antropomorfos esquematizados de tamaño pequeño en actividades relacionadas con la caza y danzas propiciatorias. La observación del cazador de los hábitos de los camélidos es notable, podemos apreciar diseños de camélidos en enardecida carrera, en descanso, o paseando tranquilamente.

## Municipios Hermanos
| Ciudad/Municipio       | División administrativa | País   | Ref.  |
| ---------------------- | ----------------------- | ------ | ----- |
| Municipio de Tarímbaro | Estado de Michoacán     | México | [ 9 ] |